# جوديث ليستر
جوديث يانس ليستر (28 يوليو 1609 - 10 فبراير 1660)  رسامة هولندية من رسامي العصر الذهبي الهولندي، يميل أسلوبها ألى الرسم النوعي. على الرغم من أن أعمالها كانت تحظى بتقدير كبير من قبل معاصريها، إلا أن ليستر وأعمالها أصبحوا شبه منسيين بعد وفاتها. نُسبت أعمالها بالكامل إلى فرانس هالس أو إلى زوجها، جان مينس مولينير، حتى عام 1893. ولم يتم الاعتراف بقدراتها الفنية حتى أواخر القرن التاسع عشر.

## السيرة الشخصية

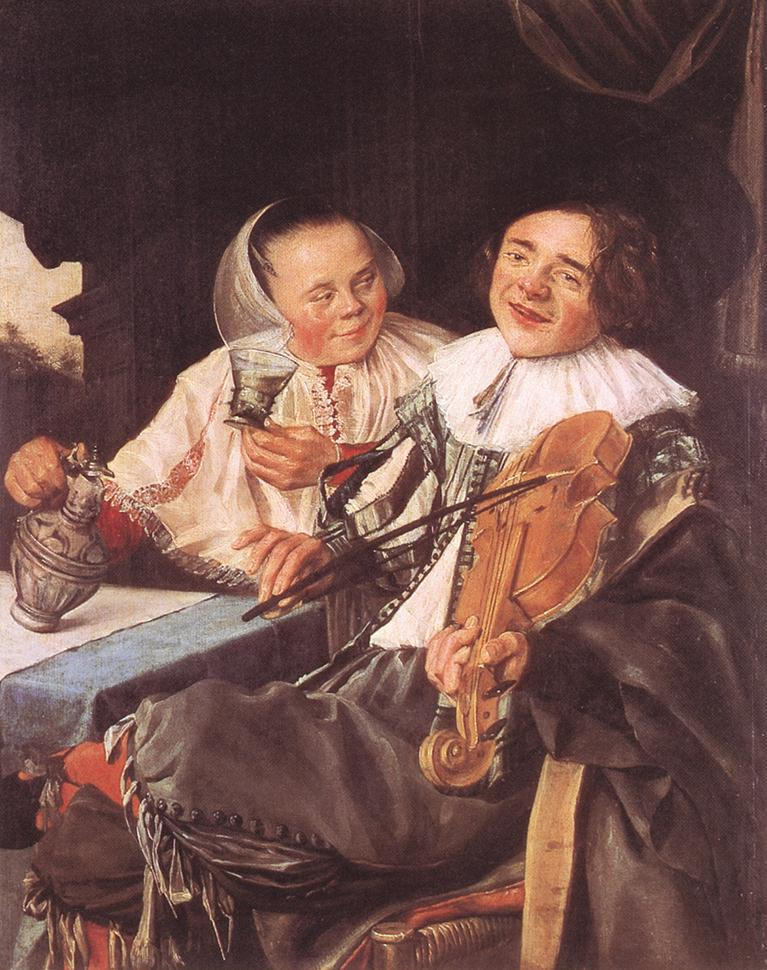
الزوجان السعيدان بريشة ليستر ، 1630، متحف اللوفر.

وُلدت ليستر في هارلم،  وهي الطفل الثامن لجان ويليامز ليستر، الذي عمل كصانع جعة وصانع ملابس. في حين أن تفاصيل تدريبها على الرسم غير مؤكدة، فقد ورد ذكرها في كتاب هولندي للكاتب «صمويل أمبسينج» بعنوان «وصف ومدح هارلم».
يتكهن بعض العلماء بأن ليستر اتبعت مهنة الرسم للمساعدة في إعالة أسرتها بعد إفلاس والدها. ربما تكون قد تعلمت الرسم من الرسام الهولندي فرانس بيترس دي جريبر،  الذي كان يدير ورشة عمل مرموقة في هارلم في عشرينيات القرن السادس عشر. خلال هذا الوقت، انتقلت عائلتها إلى مقاطعة أوتريخت، وربما تكون قد تعرفت على بعض من رواد حركة كارافاجيستي. 

### الأنضمام إلى نقابة الفنانين
يرجع تاريخ أول عمل موقع معروف لها إلى عام 1629. بحلول عام 1633 ، كانت عضوًا في نقابة هارلم في سانت لوقا. هناك بعض الجدل حول من كانت أول امرأة مسجلة من قبل النقابة، حيث ذكرت بعض المصادر أنها كانت ليستر في عام 1633 وقال آخرون إنها كانت سارة فان بالبيرجين في عام 1631. ربما تم قبول العشرات من الفنانات الأخريات في نقابة القديس لوقا خلال القرن السابع عشر؛ ومع ذلك، لم يتم سرد الوسيلة التي عملن بها في كثير من الأحيان - في هذا الوقت تم إدراج الفنانين العاملين في التطريز، والرسم على الفخار، والمعادن والخشب في النقابات - أو تم تضمينهم لمواصلة عمل أزواجهن المتوفين. 

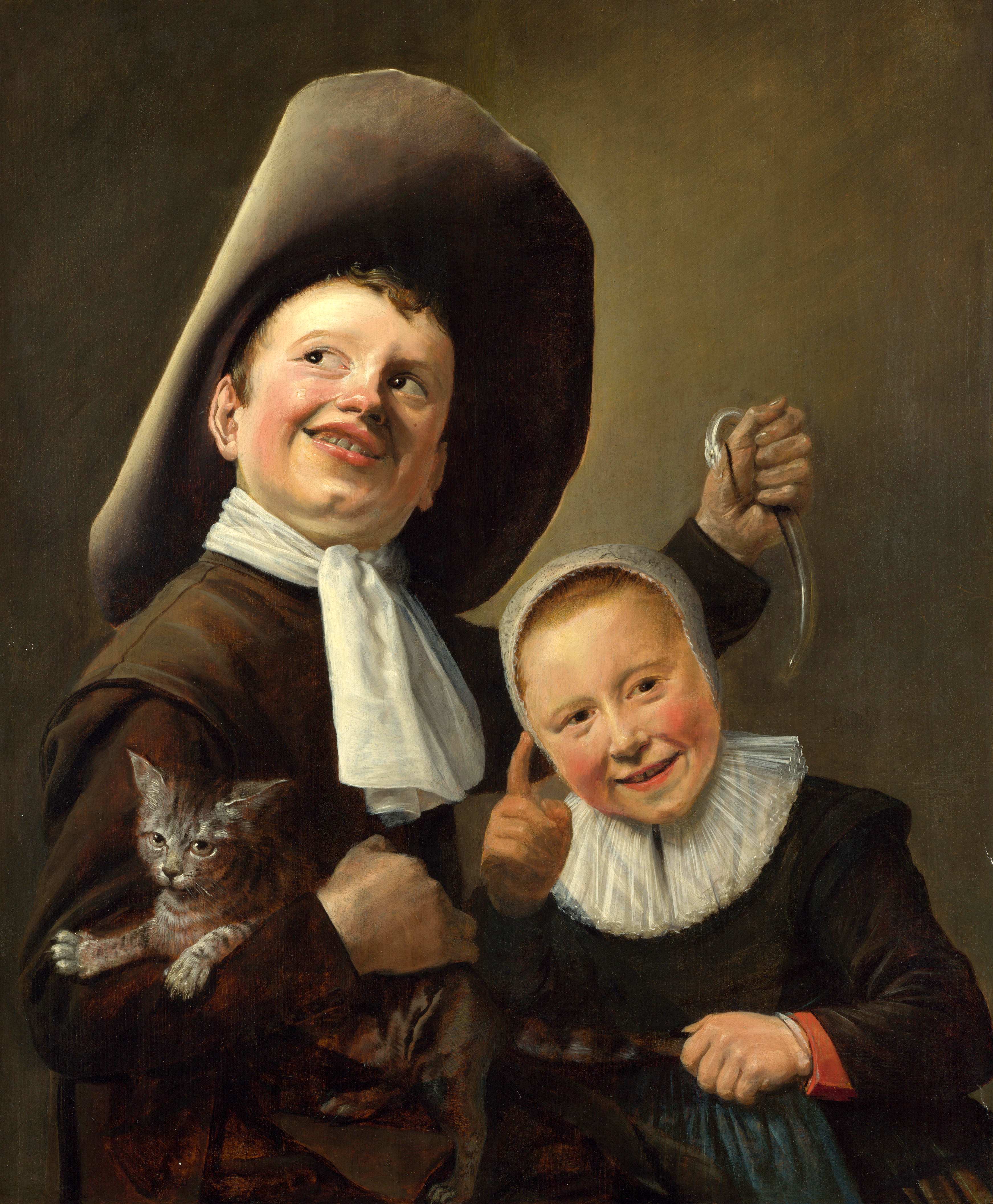
فتى وفتاة مع قطة وثعبان البحر بريشة ليستر 1635، المعرض الوطني للفنون.

بورترية ليستر الذاتية عام 1633 ، تم التكهن بأنها كانت القطعة التي قدمتها إلى النقابة. يمثل هذا العمل تحولًا تاريخيًا من جمود البورتريالت الذاتية السابقة للمرأة وأستبدالها بوضع أكثر استرخاءً وديناميكية. إنه مريح للغاية وفقًا لمعايير أللوحات الهولندية الأخرى ويمكن مقارنته بشكل أساسي ببعض أعمال فرانس هالس؛ على الرغم من أنه يبدو من غير المحتمل أنها كانت ترتدي مثل هذه الملابس الرسمية عند رسم أللوحة (الرسم بالزيوت)، وخاصة ياقة الدانتيل العريضة جدًا.
في غضون عامين من دخوله النقابة، استقبلت ليستر ثلاثة متدربين ذكور. تظهر السجلات أن ليستر رفعت دعوى على فرانس هالس لقبوله طالبة تركت ورشتها من أجل عمله دون الحصول أولاً على إذن النقابة. دفعت والدة الطالب لـ ليستر أربعة جيلدر كتعويضات عقابية (نصف ما طلبه ليستر)، وسوى هالس الجزء الخاص به من الدعوى بدفع غرامة ثلاثة جيلدر بدلاً من إعادة المتدرب. تم تغريم ليستر نفسها لأنها لم تسجل المتدرب في النقابة. بعد دعواها القضائية مع فرانس هالس، حظيت لوحات ليستر بتقدير أكبر.

### الزواج
في عام 1636 ، تزوجت ليستر من جان مينس مولينير، وهو فنان أكثر إنتاجًا منها وعمل في مواضيع مماثلة. على أمل الحصول على آفاق اقتصادية أفضل، انتقل الزوجان إلى أمستردام حيث كان لدى مولينير عملاء بالفعل. مكثوا هناك لمدة أحد عشر عامًا قبل أن يعودوا إلى هيمستيد في منطقة هارلم. هناك اشتركوا في استوديو في منزل صغير يقع في حديقة جرونيندال. كان لدى ليستر ومولينير خمسة أطفال، نجا اثنان منهم فقط حتى سن الرشد.
ترجع معظم أعمال ليستر المؤرخة إلى ما قبل زواجها وهي مؤرخة بين عامي 1629 و1635. وهناك عدد قليل من القطع المعروفة التي رسمتها بعد عام 1635: رسمان إيضاحيان في كتاب عن زهور التوليب من عام 1643 ، ولوحة من عام 1652 ، ولوحة عن الحياة الثابتة من عام 1654 كانت قد اكتشفت في مجموعة خاصة في القرن الحادي والعشرين. ربما عملت ليستر بشكل تعاوني مع زوجها أيضًا.  توفيت في عام 1660 عن عمر يناهز الخمسين عامًا. ودُفنت في مزرعة خارج هارلم مباشرةً، ولم يتم عرض أعمالها الفنية أو تم التعرف عليها ألى ما يقارب 200 عام. حقيقة أن جرد ممتلكاتها نسب العديد من اللوحات إلى «زوجة مولينير»، وليس إلى جوديث ليستر، ربما يكون قد ساهم في إسناد عملها بشكل خاطئ إلى زوجها.

## العمل

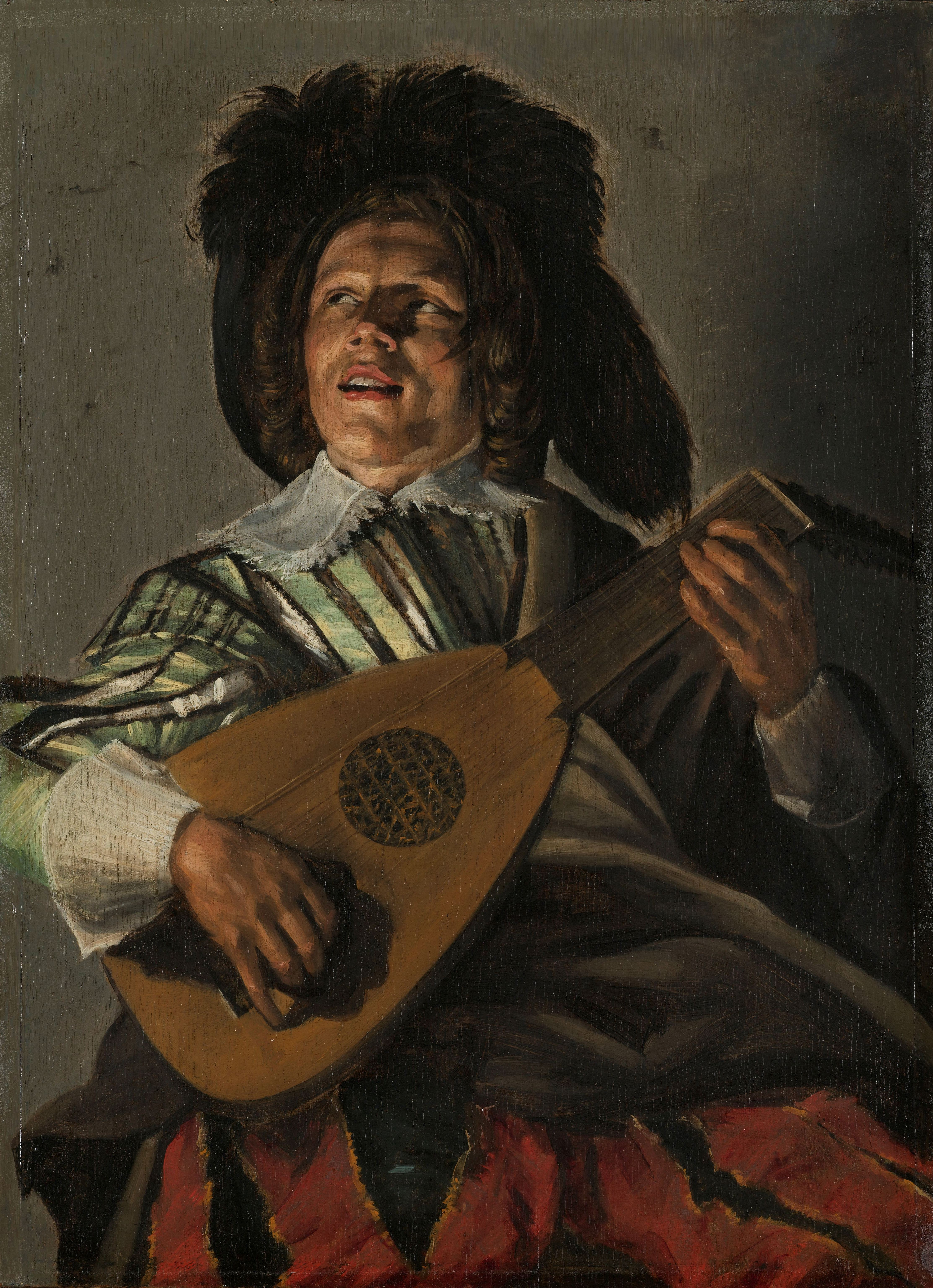
سيرينايد بريشة ليستر، 1629، متحف ريكز.

وقعت على أعمالها بحرف واحد فقط من الأحرف الأولى من اسمها "JL*" مع نجمة مرفقة. كانت تمثل مسرحية بالكلمات: «ليستر» تعني «النجم الرئيسي» بالهولندية وبالنسبة للبحارة الهولنديين في ذلك الوقت وكان «ليستر» الاسم الشائع لنجم الشمال. كان اسم ليستر هو اسم مصنع الجعة الذي يمتلكه والدها في هارلم.  وقّعت على أعمالها باسمها الكامل من حين لآخر فقط.
تخصصت في مشاهد من الرسم النوع الشبيه بالصورة، وعادة ما تكون من شخص واحد إلى ثلاثة شخصيات، والتي عادة ما تنضح بالبهجة وتظهر على خلفية بسيطة. كثير من الأطفال والرجال. كانت ليستر مبتكرة بشكل خاص في مشاهد النوع المحلي. هذه مشاهد الهادئة لنساء في المنزل، غالبًا على ضوء الشموع أو ضوء المصباح، لا سيما من وجهة نظر المرأة. لوحة «العرض» الموجودة الآن في ماورتشهاوس، لاهاي هو نوع غير عادي من هذه المشاهد، فسرها البعض من خلال إظهار فتاة تتلقى تقدمًا غير مرحب به، بدلاً من تصوير عاهرة راغبة، وهو المشهد الأكثر قبولاً تحت عنوان اللوحة. ومع ذلك، فإن هذا التفسير غير مقبول عالميًا.
كان الكثير من أعمالها الأخرى، خاصة في صانعي الموسيقى، مشابهًا في طبيعته لعمل العديد من معاصريها، مثل زوجها مولينير، وفرانس هالز، وجان ستين، وهندريك تيربروغين وجيريت فان هونثورست. كانت لوحاتهم الفنية، عمومًا للحانات وغيرها من المشاهد الترفيهية، تلبي أذواق واهتمامات شريحة متنامية من الطبقة الوسطى الهولندية. لقد رسمت القليل من الصور الحقيقية، ولوحتها التاريخية الوحيدة المعروفة هي «ديفيد ورأس جالوت» (1633)، والتي لا تحيد عن نمط لوحاتها النموذجية، مع شخصية واحدة قريبة من الجزء الأمامي من مساحة اللوحة.

## جوديث ليستروفرانس هالز

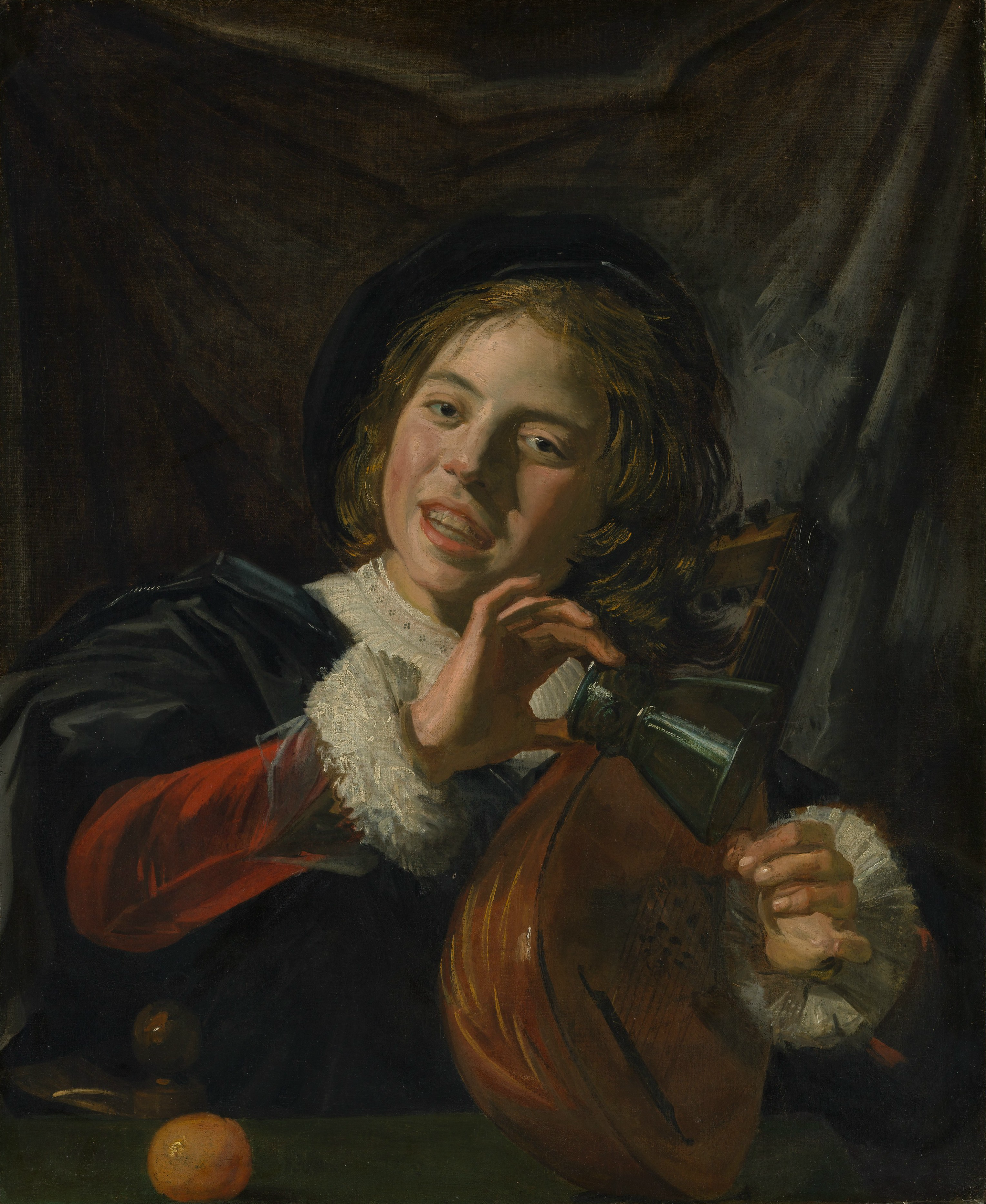
اختبار الأظافر لوحة زيتية من عام 1626 يعزوها البعض ألى فرانس هالز والبعض الأخر إلى جوديث ليستر، متحف المتروبوليتان للفنون ، مدينة نيويورك.

على الرغم من شهرتها خلال حياتها وتقديرها من قبل معاصريها، إلا أن ليستر وعملها تم نسيانها إلى حد كبير بعد وفاتها. أعيد اكتشافها في عام 1893 ، عندما تم الاعتراف بإحدى لوحاتها التي حظيت بإعجاب لأكثر من قرن كونها عمل فرانس هالس زوراً. تم انتقاد عمل ليستر باعتباره يظهر «ضعف اليد الأنثوية» بينما نُسبت العديد من لوحاتها إلى فرانس هالس.
قد يعود الارتباك - أو ربما الخداع - إلى حياة ليستر. استحوذ السير لوك شود على لوحة ليستر،«العرض»، كعمل لهالز في القرن السابع عشر. ثم باعها إلى تاجر القطع الفنية، فيرتهايمر، الذي وصفها بأنها واحدة من أفضل لوحات هالس. اتفق السير جون ميلارس حول أصالة وقيمة اللوحة. باع فيرتهايمر اللوحة لشركة إنجليزية مقابل 4500 جنيه إسترليني. باعت هذه الشركة بدورها اللوحة على أنها عمل هالس للبارون شليشتينغ في باريس.
في عام 1893 ، وجد متحف اللوفر مونوغرام ليستر تحت توقيع هالز المصطنع. ليس من الواضح متى تم إضافة التوقيع الخاطئ. عندما تم اكتشاف التوقيع الأصلي، رفع البارون شليشتينغ دعوى قضائية ضد الشركة الإنجليزية، التي حاولت بدورها إلغاء عملية الشراء الخاصة بها واستعادة أموالها من تاجر الأعمال الفنية فيرتهايمر. تمت تسوية القضية في المحكمة في 31 مايو 1893 ، حيث وافق المدعون (الشركة الإنجليزية غير المسماة) على الاحتفاظ باللوحة مقابل 3500 جنيه إسترليني + 500 جنيه إسترليني. خلال الإجراءات القانونية، لم يكن هناك أي اعتبار للعمل كشيء ذي قيمة في إطار تاريخه الجديد: "لم يقم أي شخص في أي وقت بإلقاء قبعته في الهواء وابتهج بأن رسامًا آخر، قادرًا على معادلة هالس في أفضل حالاته، كان اكتشف ". تم بيع نسخة أخرى من لوحة "العرض" في بروكسل في عام 1890 وحملت حرف واحد فقط من ليستر والذي تم تغييره بشكل فظ إلى FH "فرانس هالس". 
في عام 1893 ، كتب كورنيليس هوفستيد دي جروت أول مقال عن لايستر. ونسب لها سبع لوحات، ستة منها موقعة بتوقيعها المميز "JL *". منذ ذلك الحين، رفضها مؤرخو الفن في كثير من الأحيان باعتبارها مقلدة أو من أتباع هالس، على الرغم من أن هذا الموقف تغير إلى حد ما في أواخر القرن العشرين.
بصرف النظر عن الدعوى المذكورة أعلاه، فإن طبيعة علاقة ليستر المهنية مع فرانس هالز غير واضحة؛ ربما كانت تلميذه أو زميلة ودودة. ربما كانت شاهدة على معمودية ابنة هالس ماريا في أوائل ثلاثينيات القرن السادس عشر، حيث تم تسجيل «جوديث ياندر» (التي تعني «ابنة جان») كشاهدة، ولكن كان هناك جوديث يانسيس أخرى في هارلم. أكد بعض المؤرخين أن هالس أو شقيقه ديرك ربما كان معلم ليستر، بسبب التشابه الوثيق بين أعمالهم. 

## المجموعات العامة
تشمل المتاحف التي تحتفظ بأعمال جوديث ليستر: متحف ريجكس، أمستردام،  وماورتشهاوس، لاهاي، ومتحف فرانس هالس، هارلم؛ ومتحف اللوفر، باريس؛ والمعرض الوطني، لندن؛ والمعرض الوطني للفنون، واشنطن العاصمة.
في مارس 2021 ، تمت إضافة أعمال ليستر إلى قاعة «معرض الشرف» في متحف ريجكس، أمستردام مع أعمال الرسامة جيسينا تير بورخ وراشيل رويش، هن أول نساء يتم تضمينهن في المعرض.

## معرض الصور

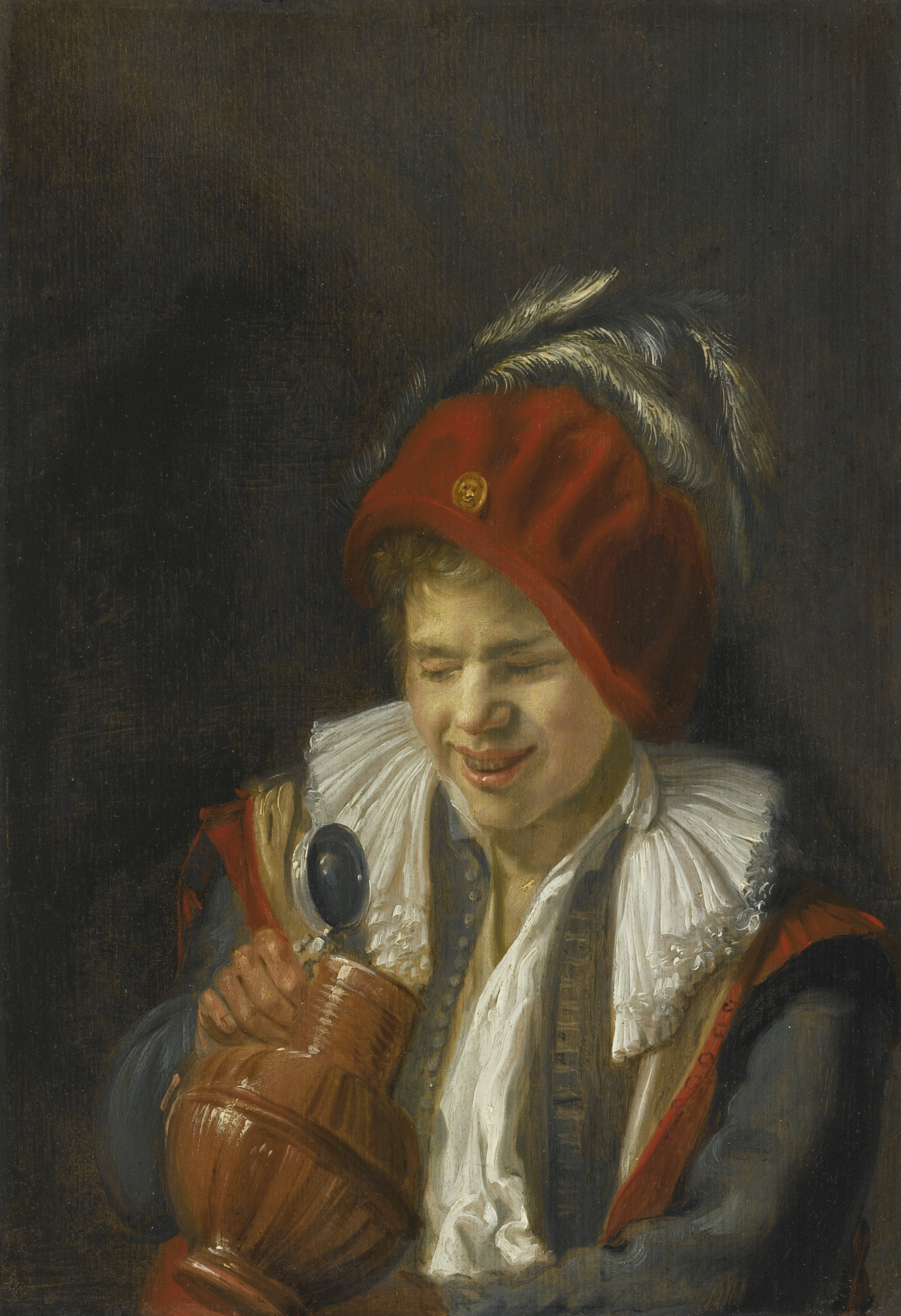
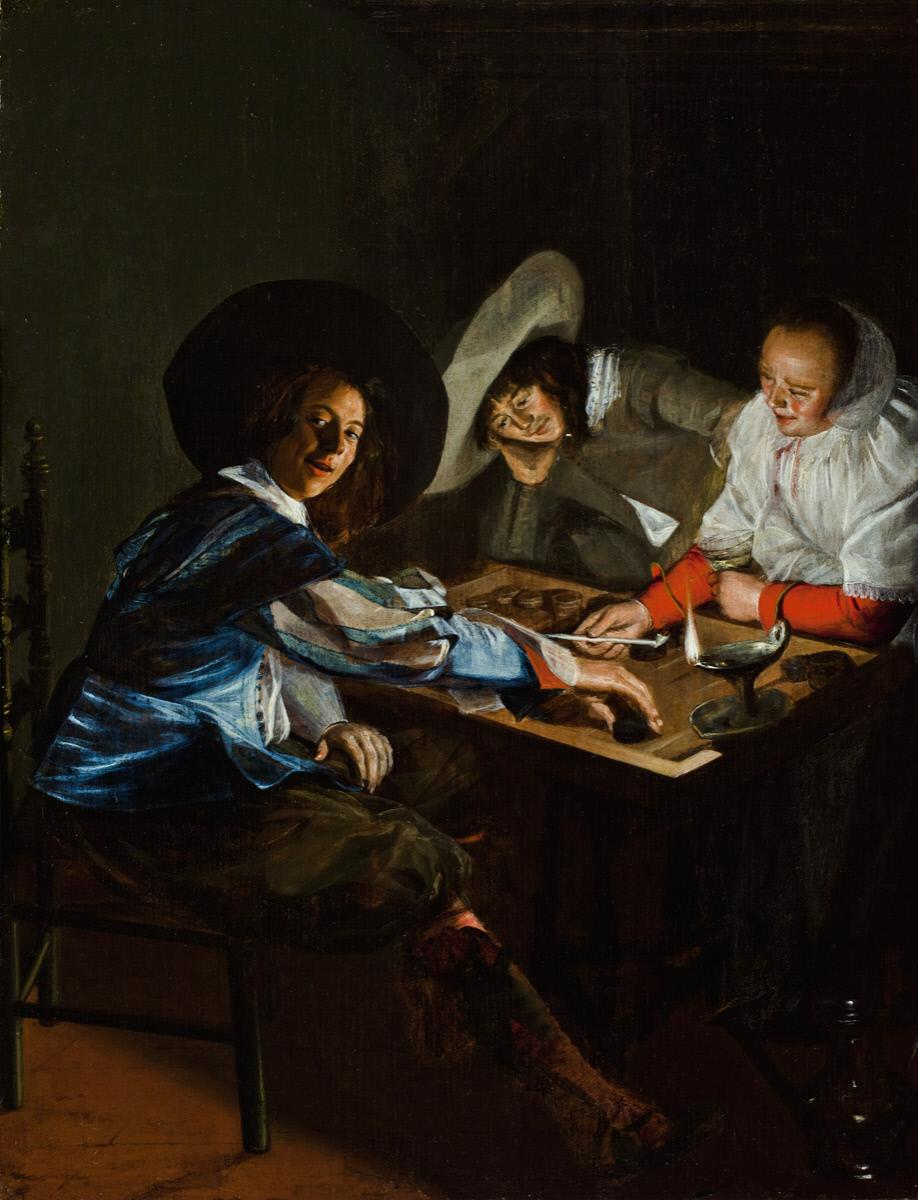
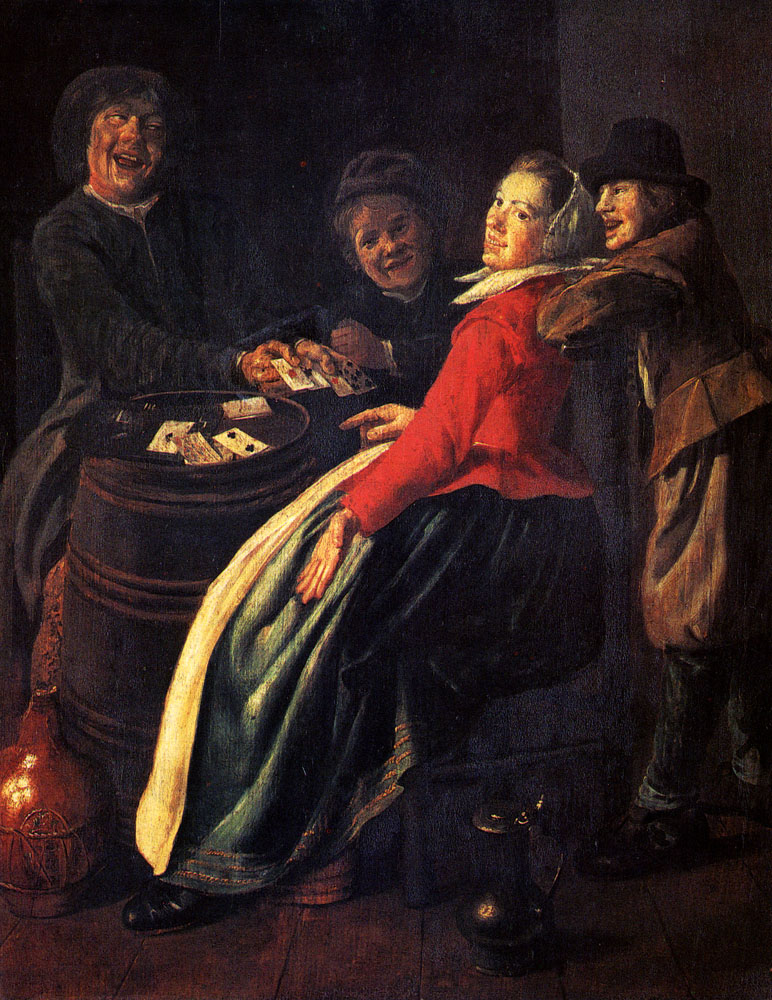
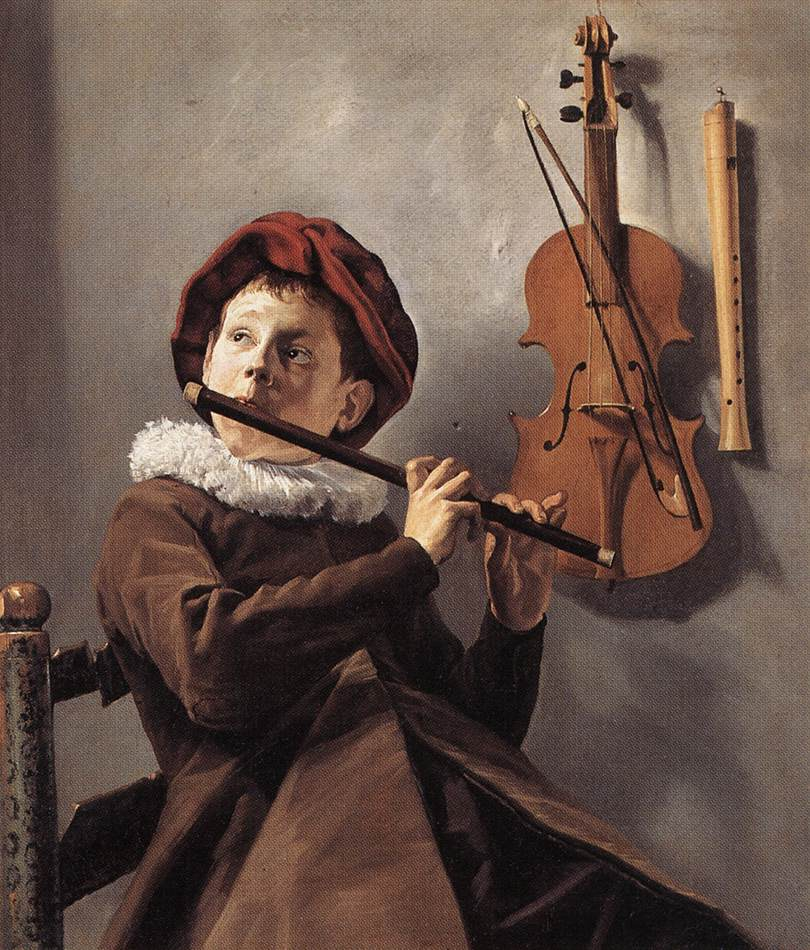
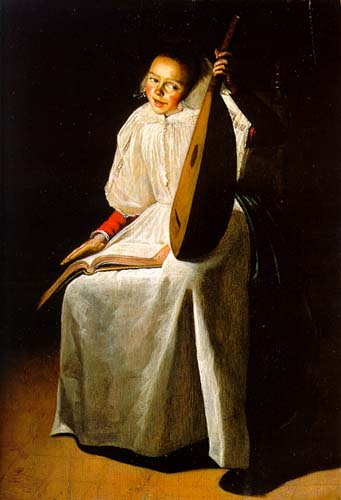
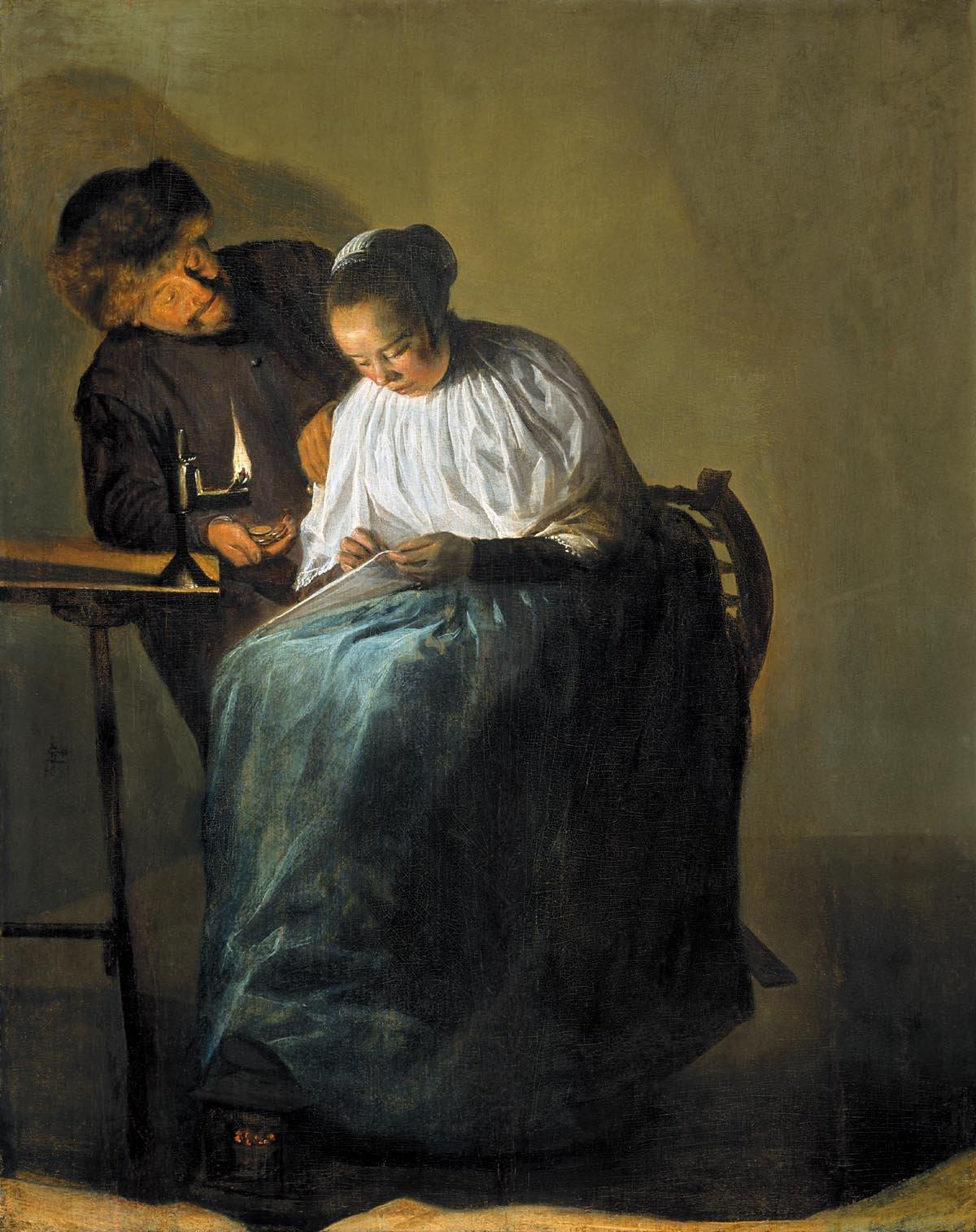
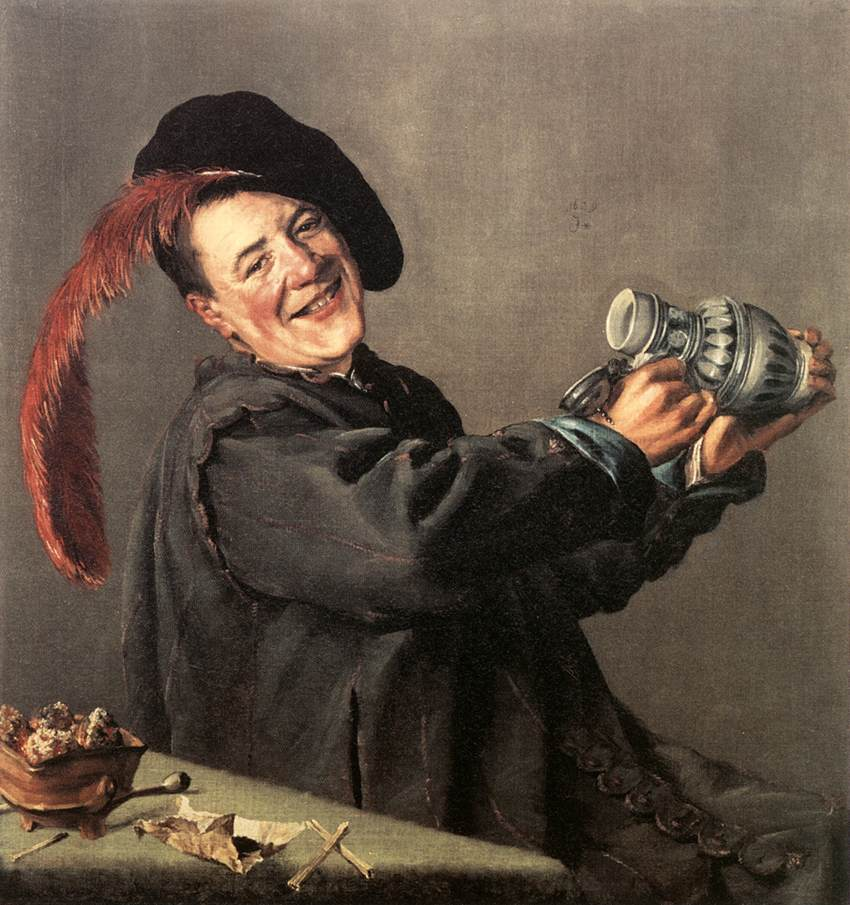
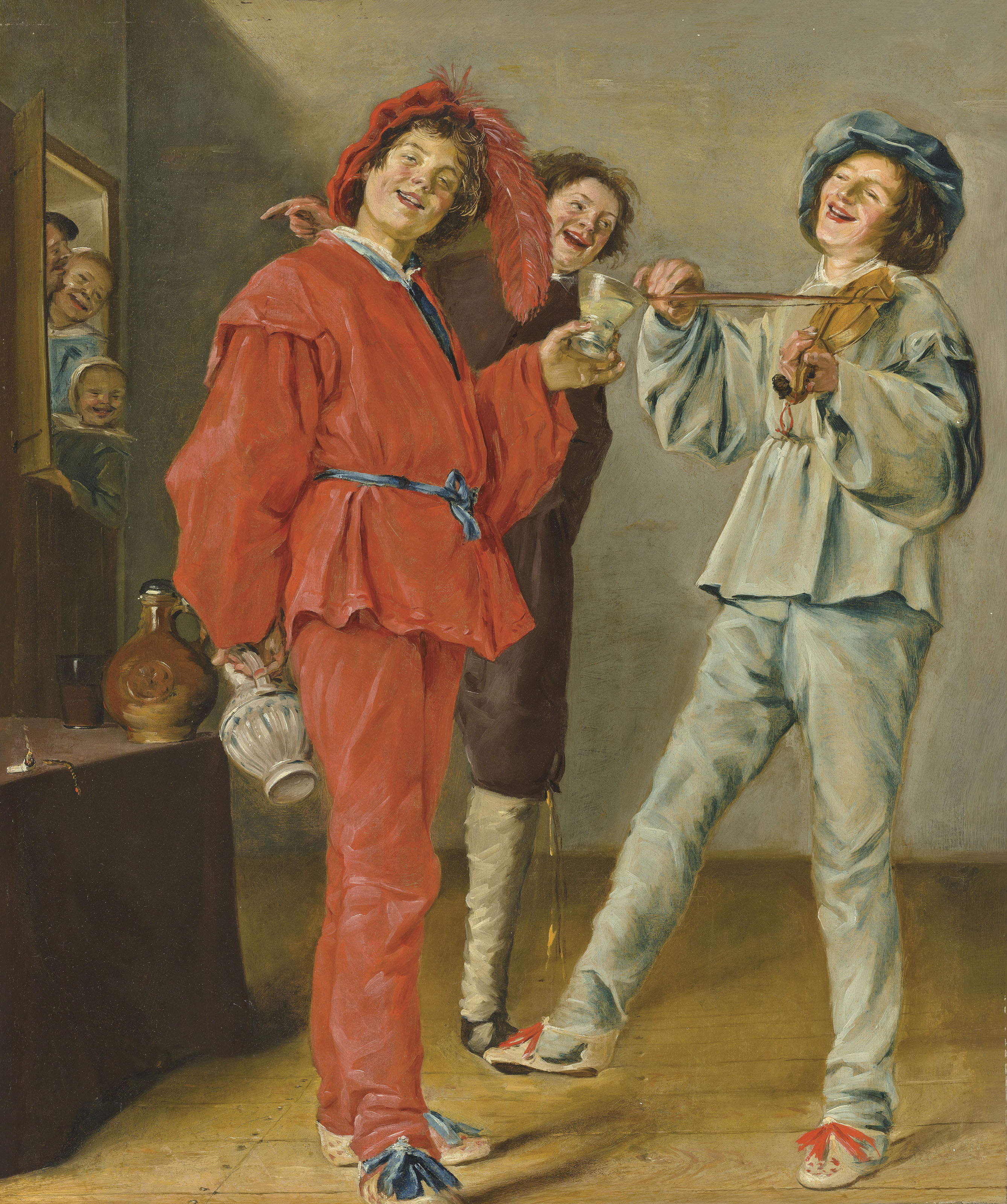
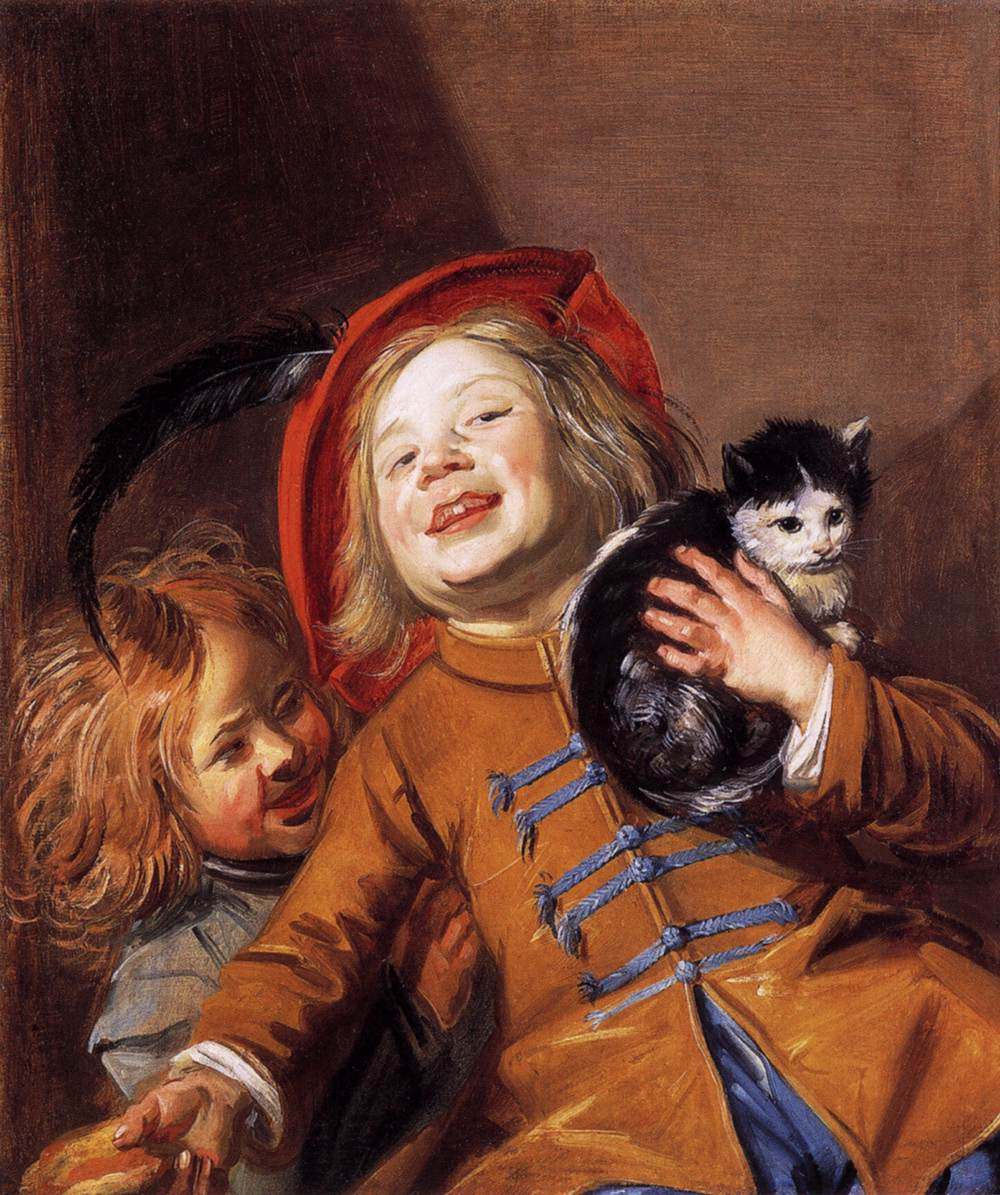
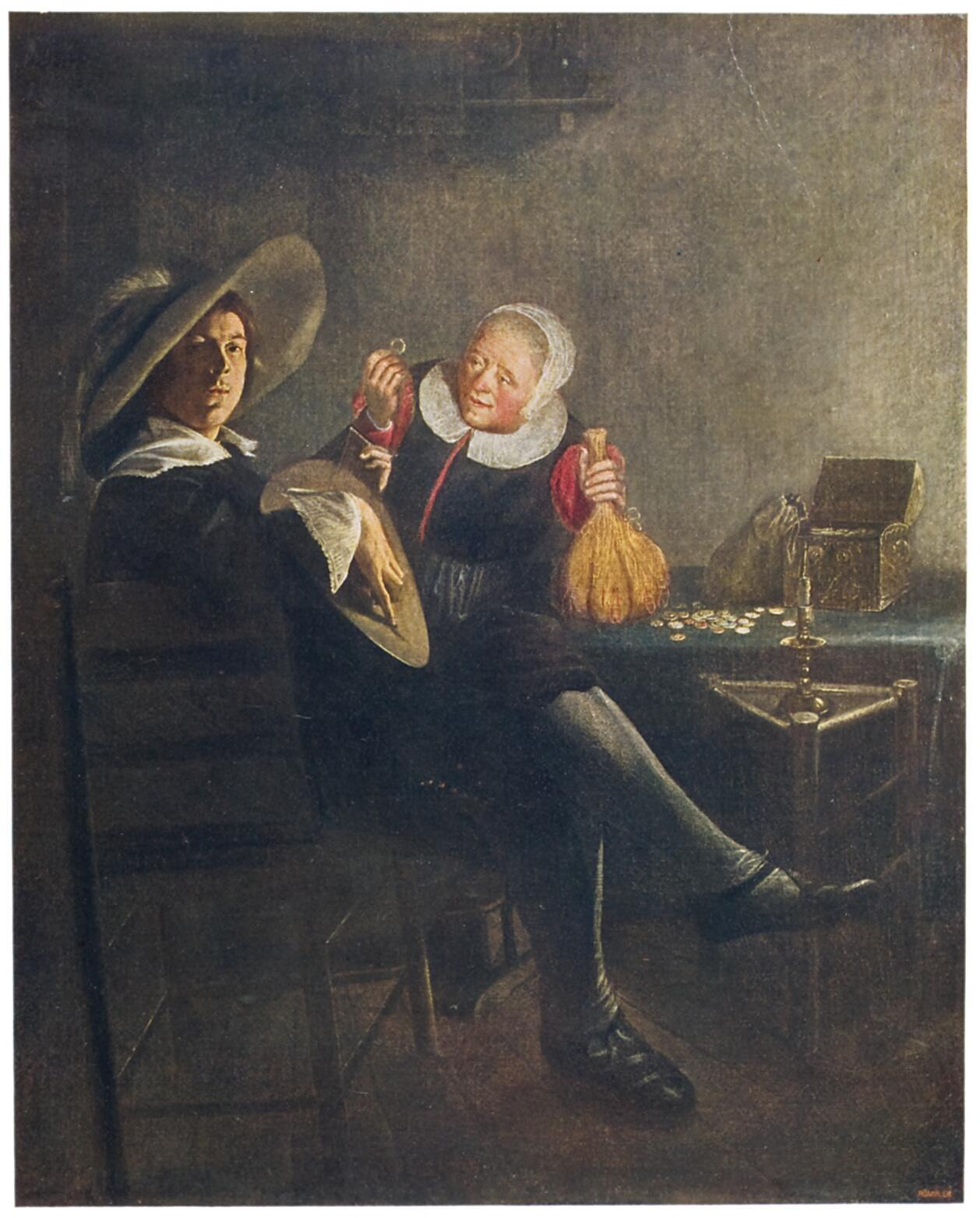
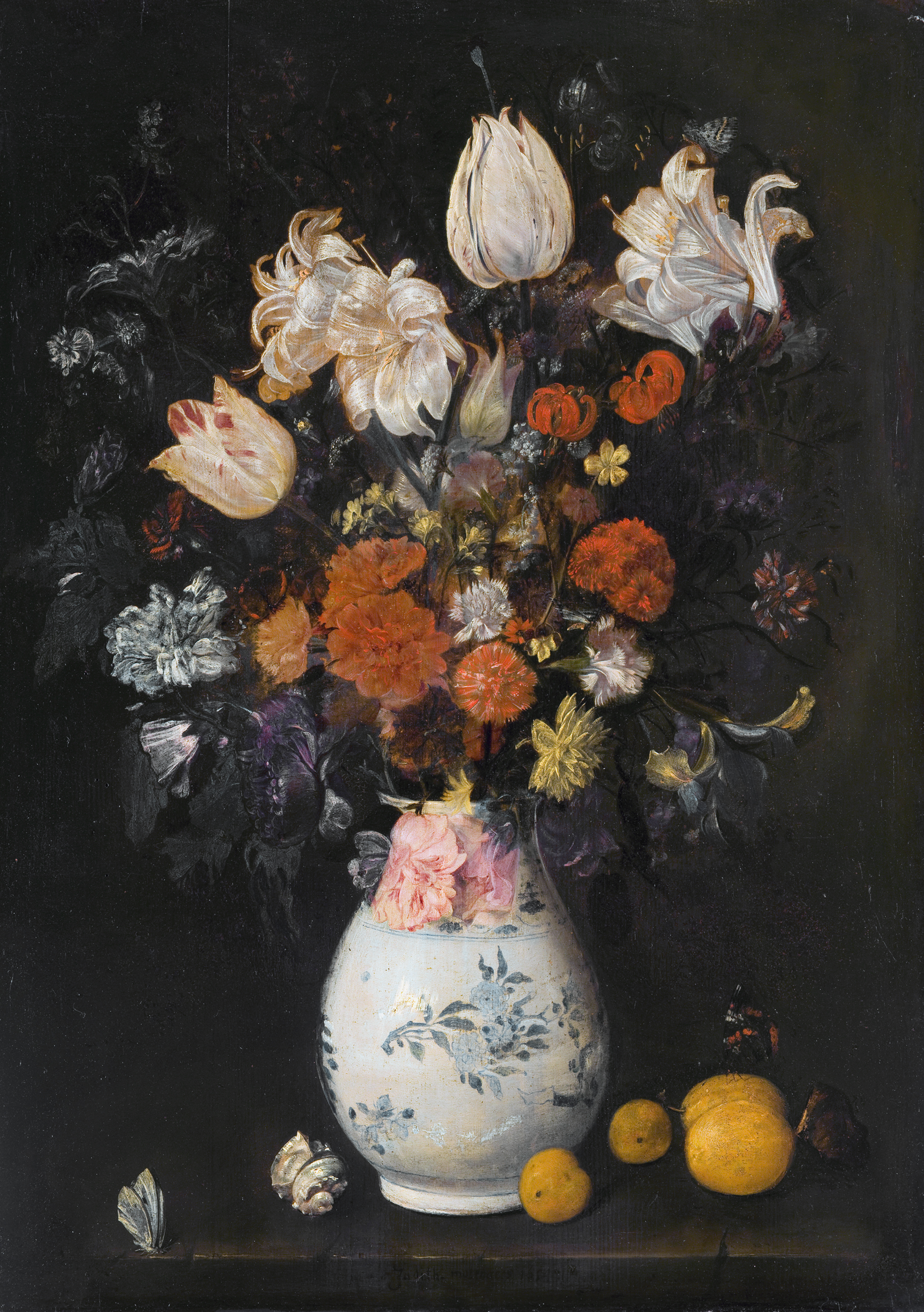
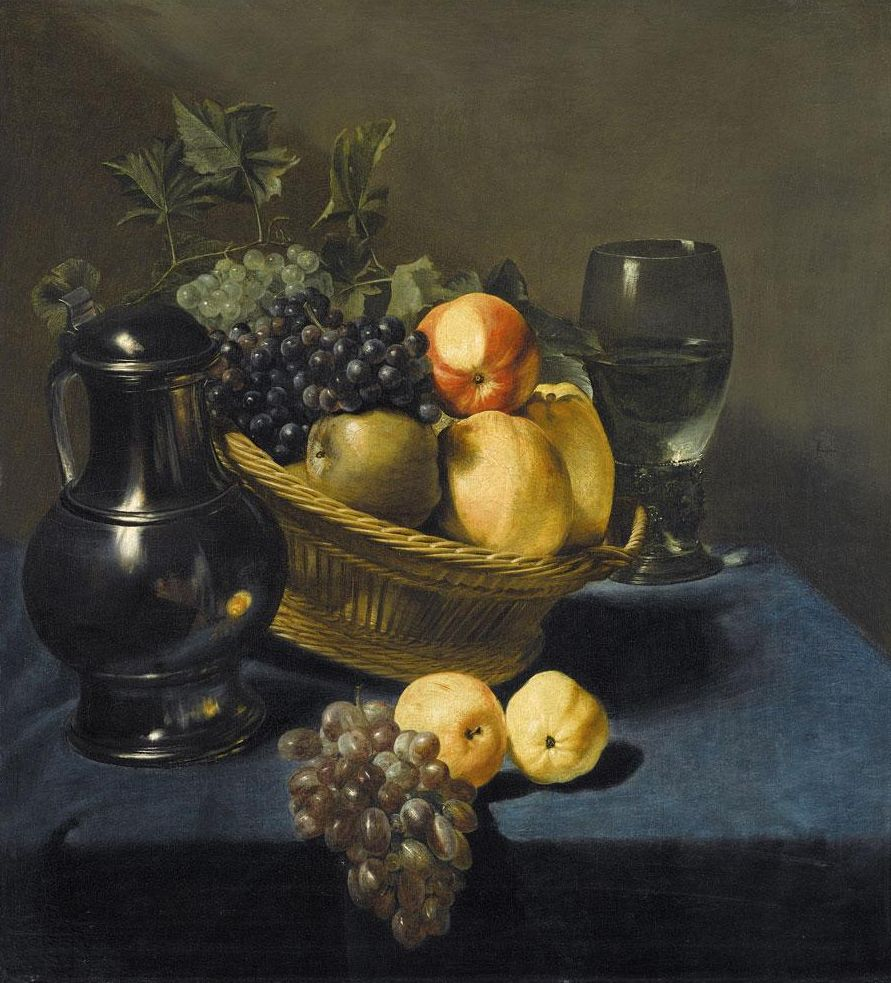
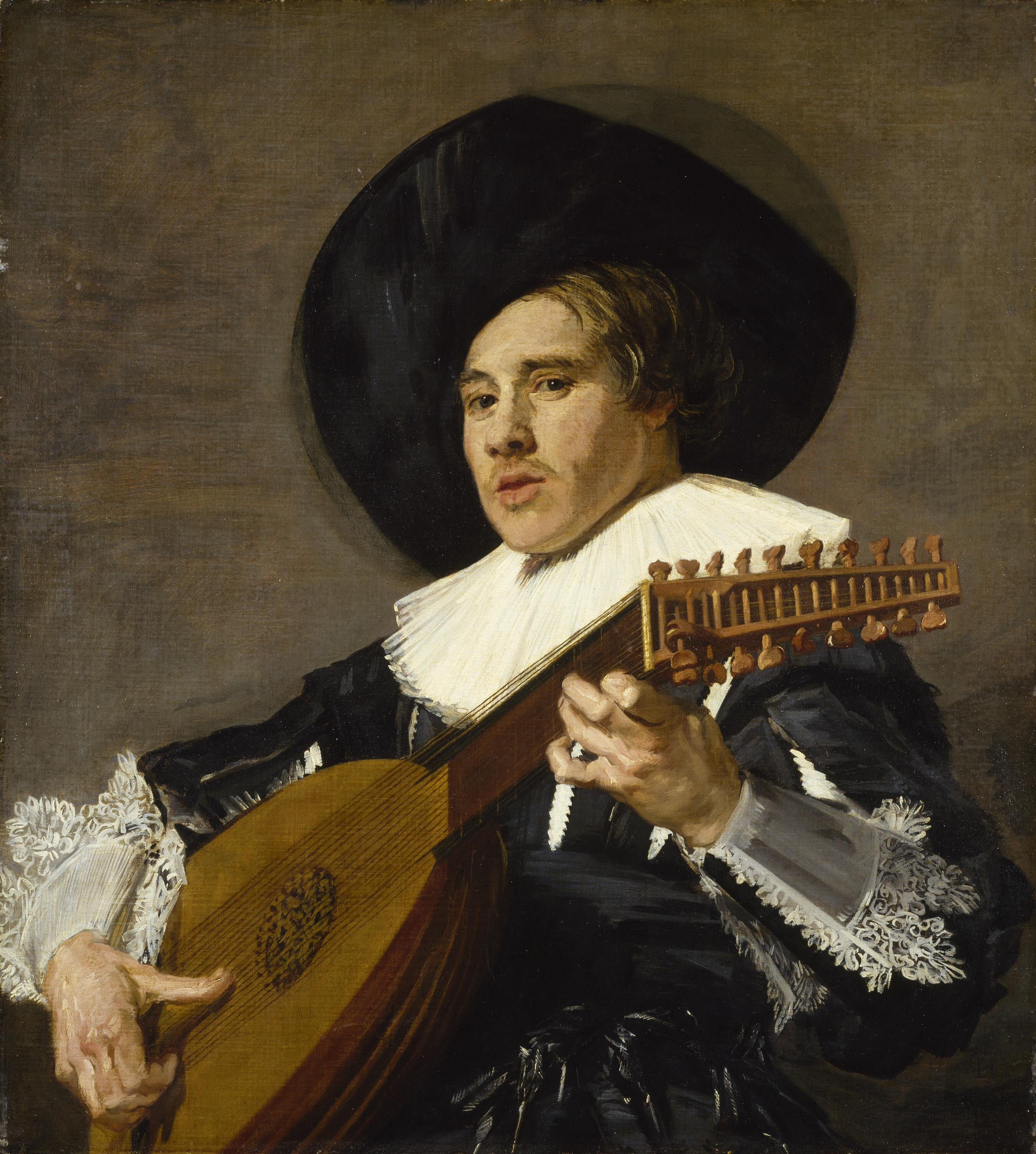
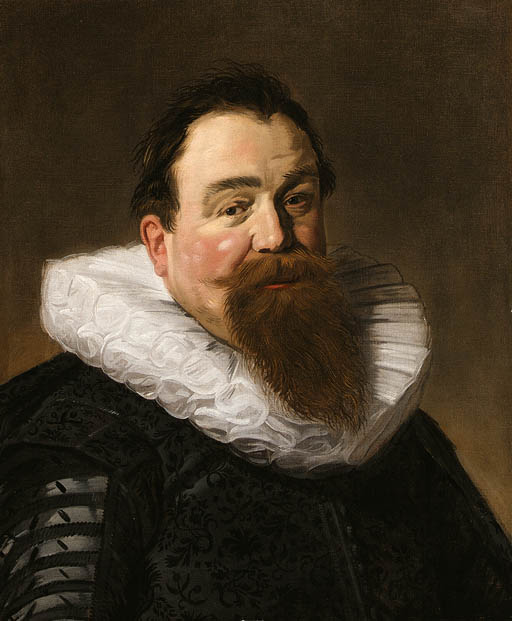
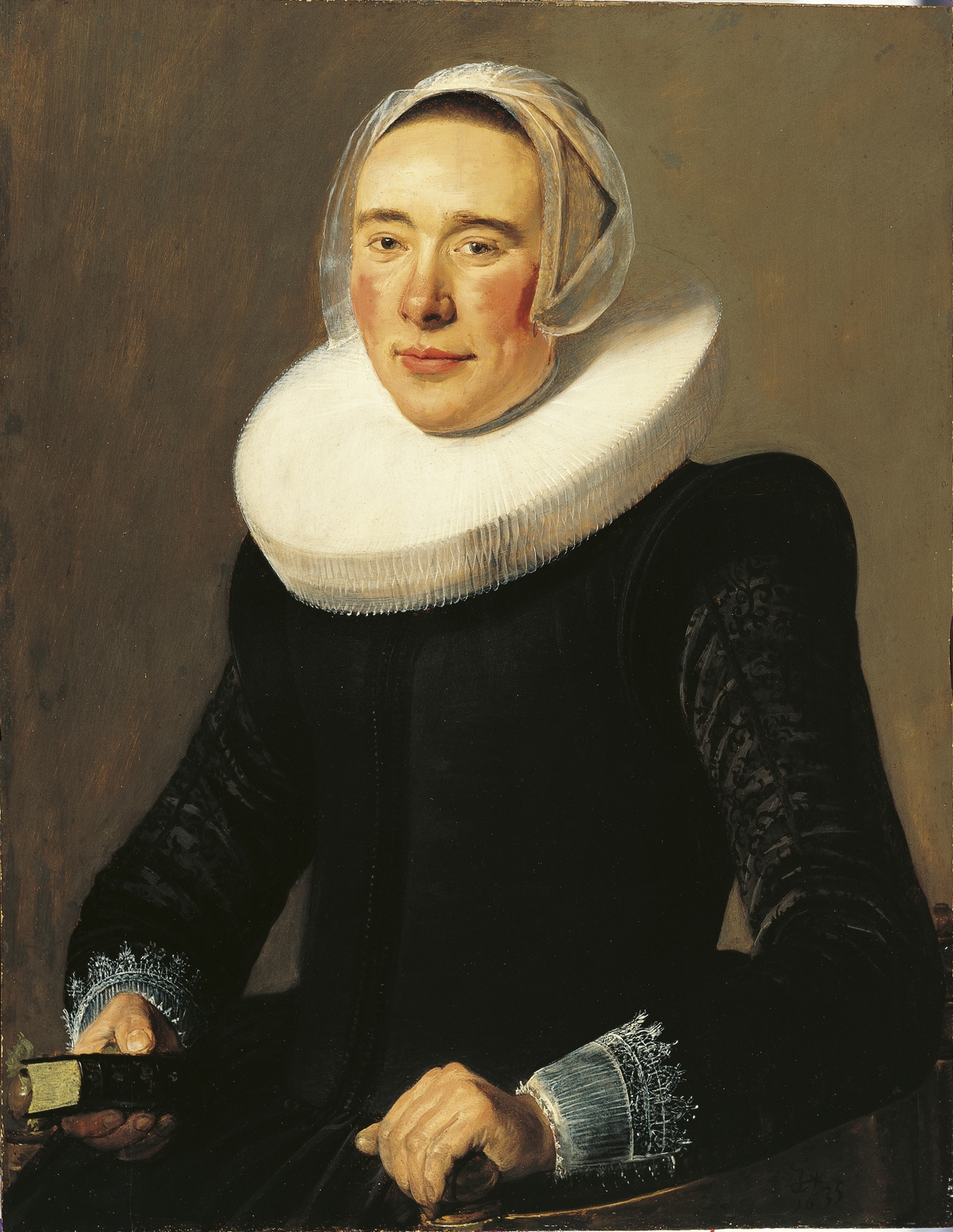
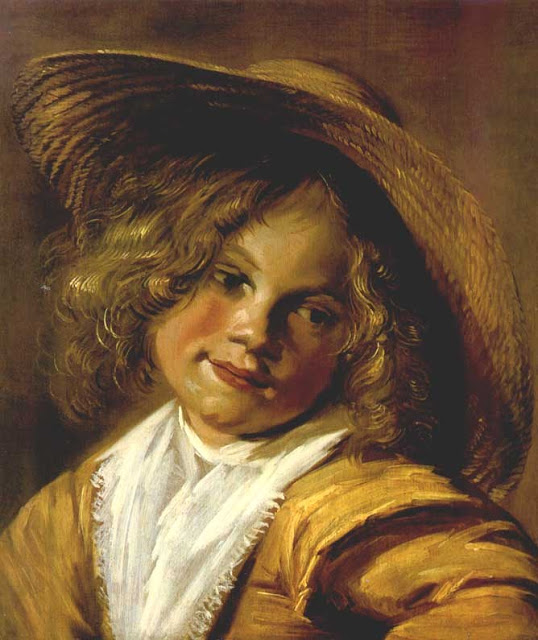
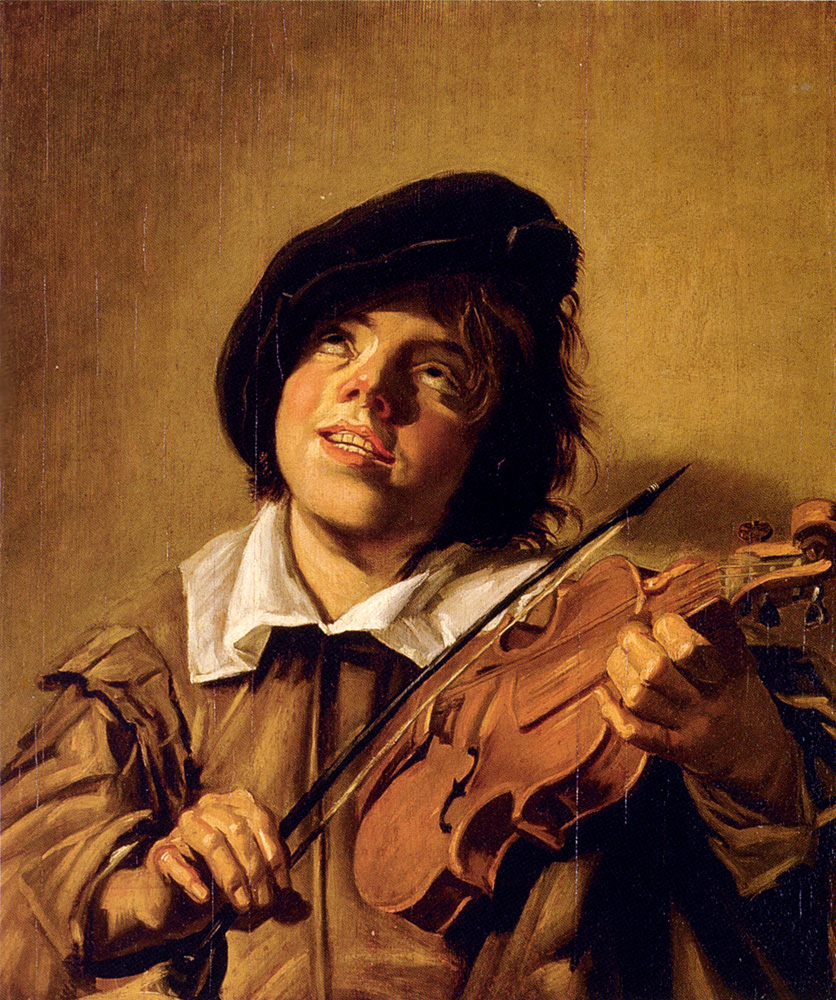
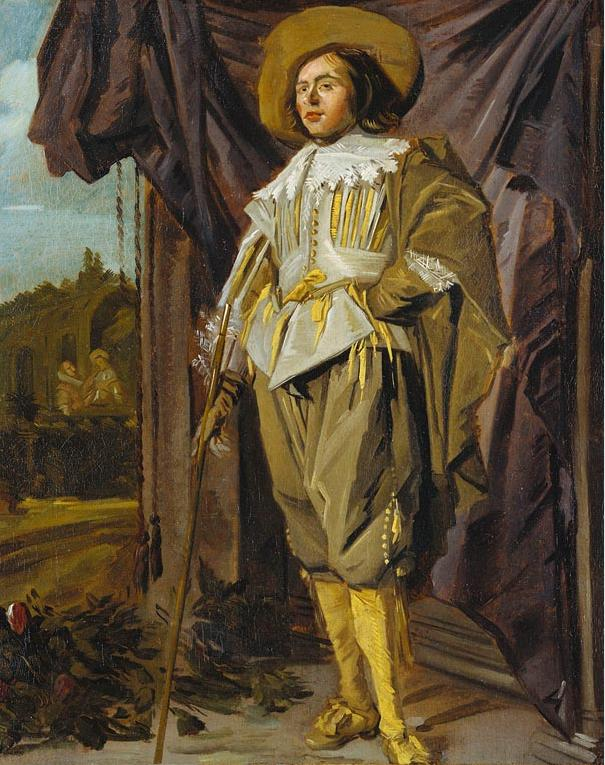
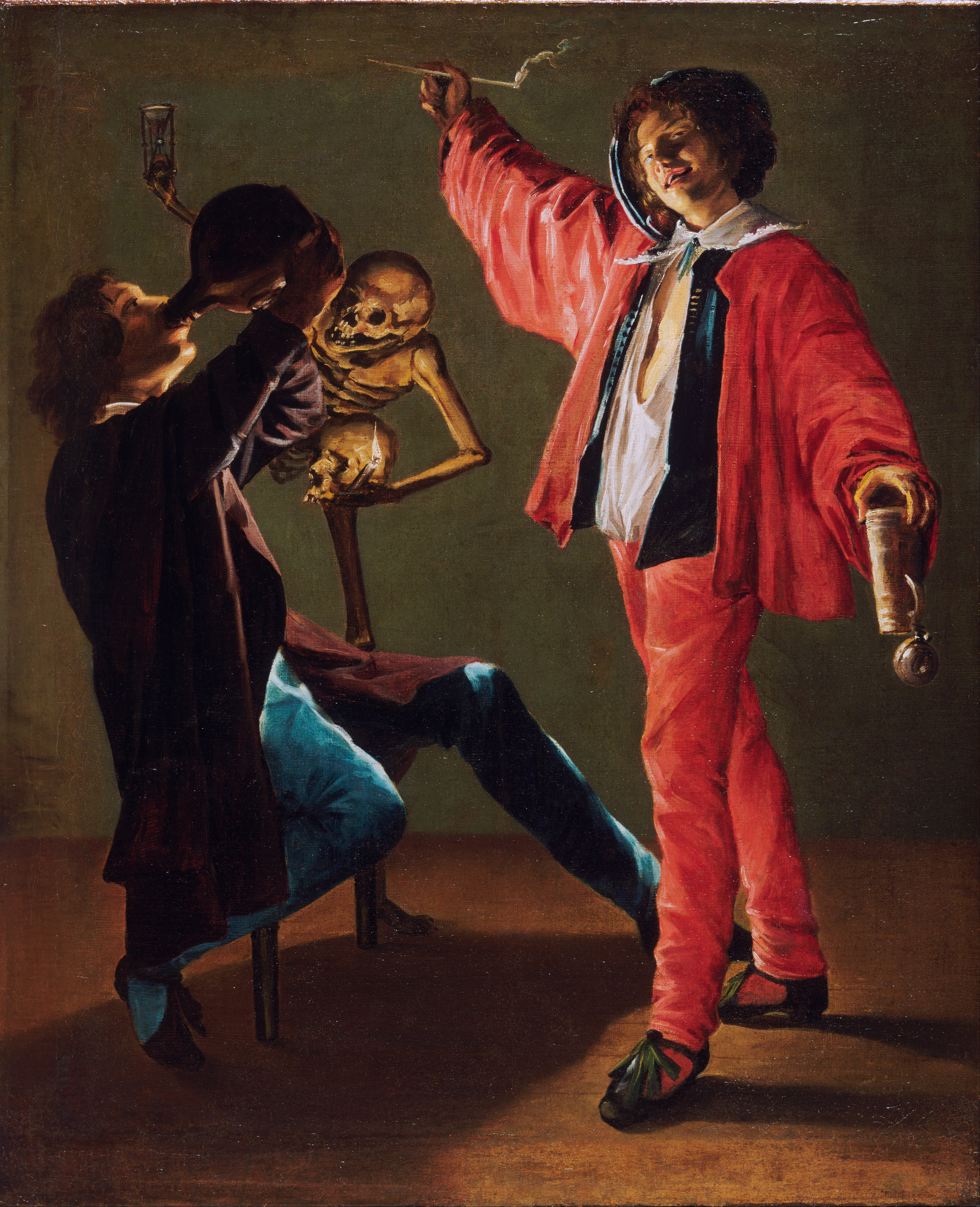
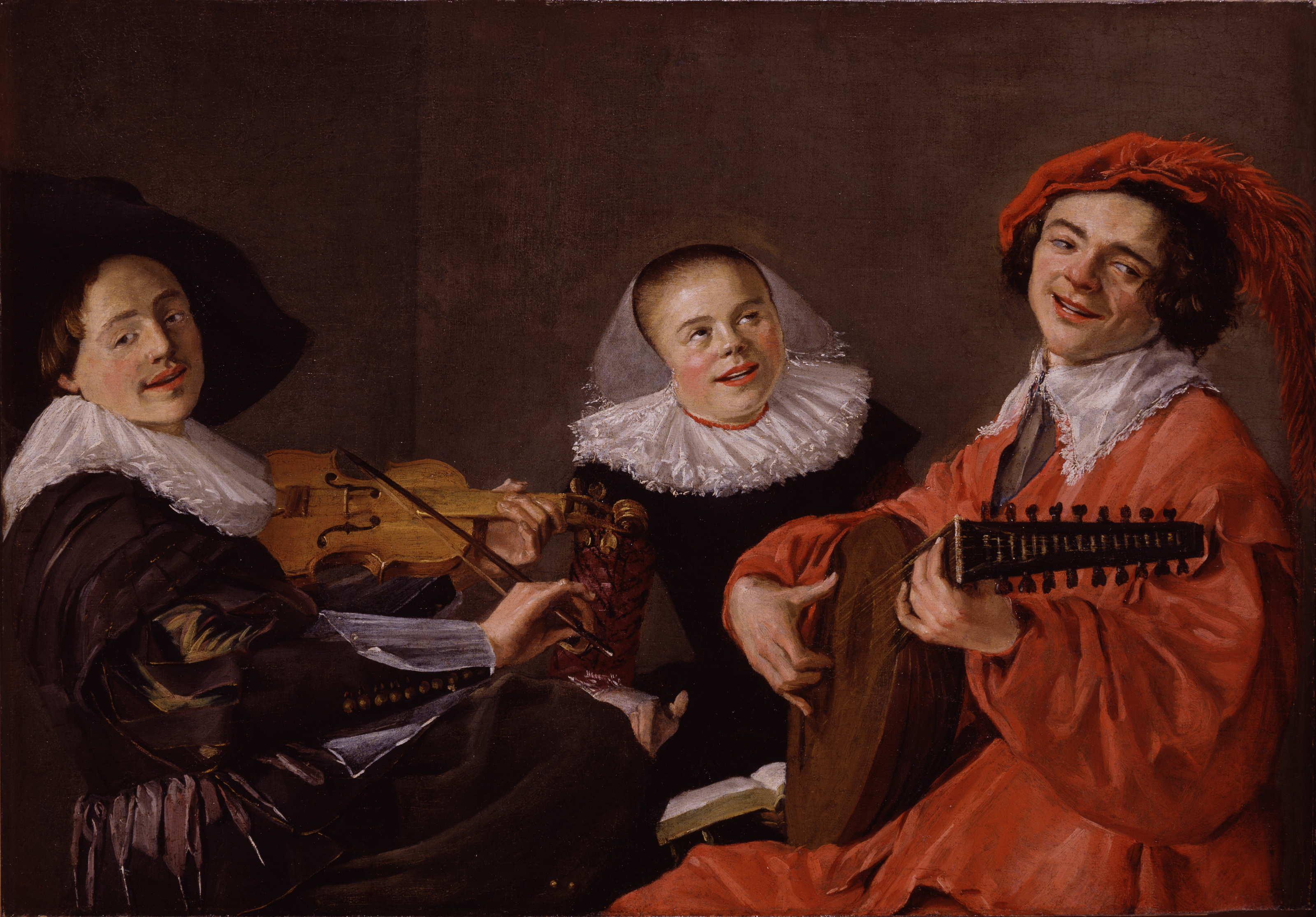